# Eleições legislativas portuguesas de 2002
As eleições legislativas portuguesas de 2002 realizaram-se a 17 de março na sequência da dissolução da Assembleia da República em dezembro de 2001. Estas eleições foram antecipadas como sequência da demissão de António Guterres, primeiro-ministro desde 1995 e líder do Partido Socialista (PS), sapós a derrota socialista nas autárquicas de 2001. Finda a VIII legislatura da Assembleia da República a 4 abril de 2002, as eleições fariam eleger a IX Legislatura.
O Partido Social Democrata (PPD/PSD), com José Manuel Durão Barroso ao leme de novo, voltou a vencer as eleições legislativas, onze anos depois da última vitória em 1991. Com 40,2% e 105 deputados, o PPD/PSD tornava-se o maior partido embora sem ter a maioria absoluta. O PS, liderado por Eduardo Ferro Rodrigues, perdeu mas com um resultado superior ao esperado ao conseguir 38% dos votos e 96 deputados. Os socialistas conseguiam vencer nos distritos de Lisboa e Porto, com uma diferença de 2% para o PPD/PSD, fazendo destas as eleições mais renhidas de sempre até então. Quase 80% dos eleitores votaram PPD/PSD ou PS, demonstrando assim a forte bipolarização da política nacional.
O Partido Popular (CDS-PP), de Paulo Portas, perdeu um deputado mas repetiu os resultados de 1999, ao conseguir 8,7% dos votos. A CDU – Coligação Democrática Unitária (PCP–PEV), entre o Partido Comunista Português (PCP) e o Partido Ecologista "Os Verdes" (PEV), obteve o pior resultado de sempre até então ao ficar-se abaixo dos 7%, perdendo cinco deputados. De realçar o mau resultado dos comunistas nos históricos bastiões de Setúbal e Évora, onde ficaram atrás de PS e PPD/PSD. Por fim, o Bloco de Esquerda (B.E.) consolidou-se na política nacional ao eleger mais um mandato, passando assim a ter três deputados.
Apesar de uma ligeira subida, a participação continuava baixa com apenas 61,5% dos portugueses a votarem.
Após as eleições, o PPD/PSD formaria um governo de coligação com o CDS–PP, sendo este o primeiro governo de coligação pós-eleitoral desde o Bloco Central em 1983. Em 2004, Durão Barroso deixaria o cargo de Primeiro-Ministro para se tornar Presidente da Comissão Europeia, sendo substituído no cargo por Pedro Santana Lopes, indigitado pelo presidente da República Jorge Sampaio. O governo de Santana Lopes iria durar poucos meses no poder e voltaria a haver eleições antecipadas em 2005.

## Partidos
Os partidos ou coligações que conseguiram eleger deputados foram os seguintes:
| Partidos | Partidos                                       | Líder                   | Ideologia               | Espectro        |
| -------- | ---------------------------------------------- | ----------------------- | ----------------------- | --------------- |
|          | Partido Social Democrata (PPD/PSD)             | Durão Barroso           | Conservadorismo liberal | Centro-direita  |
|          | Partido Socialista (PS)                        | Eduardo Ferro Rodrigues | Social-democracia       | Centro-esquerda |
|          | Partido Popular (CDS–PP)                       | Paulo Portas            | Conservadorismo         | Direita         |
|          | CDU – Coligação Democrática Unitária (PCP–PEV) | Carlos Carvalhas        | Comunismo               | Esquerda        |
|          | Bloco de Esquerda (B.E.)                       | Francisco Louçã         | Socialismo              | Esquerda        |

## Mapa dos resultados por concelho

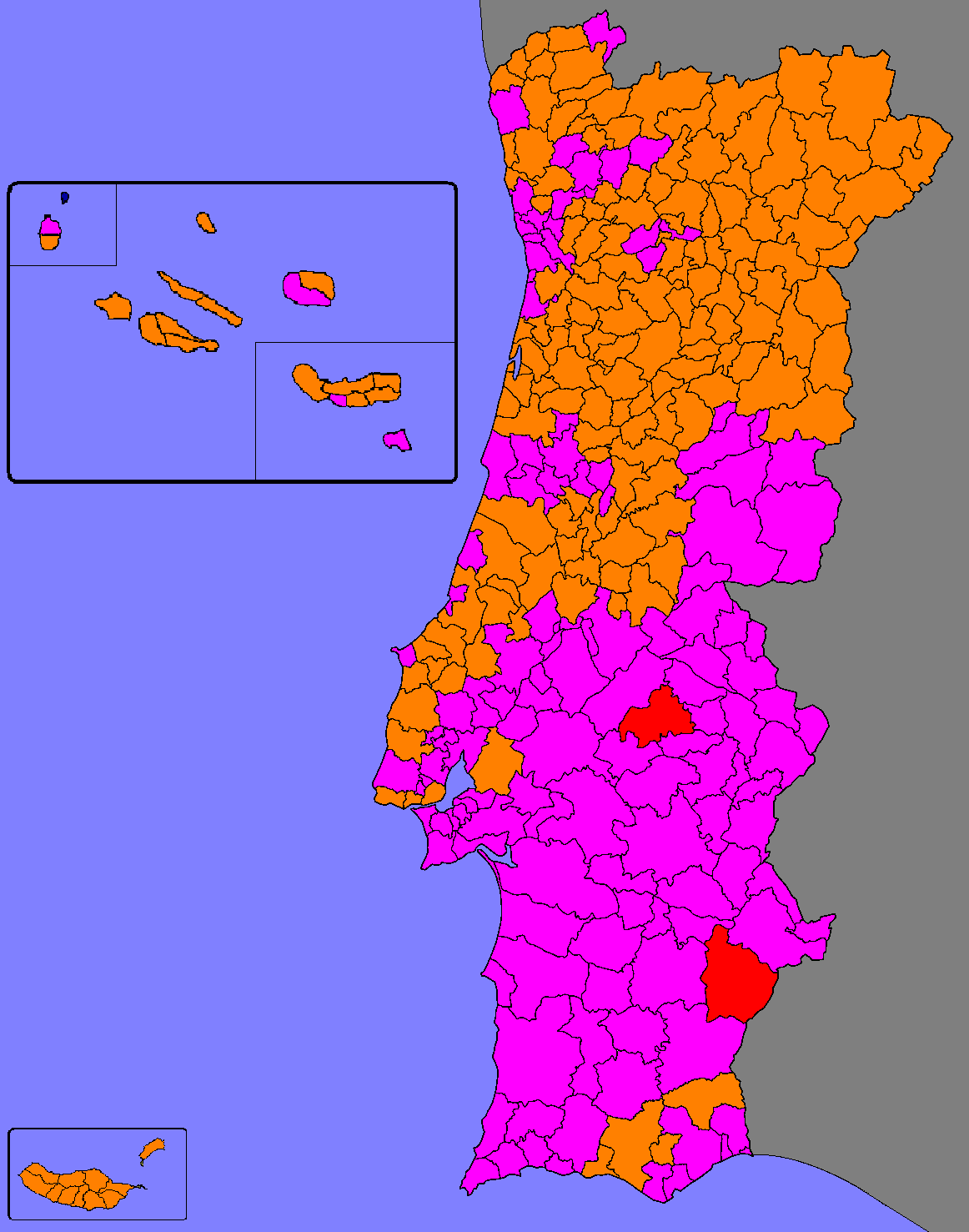
Legenda: Laranja – PPD/PSD; Rosa – PS; Azul – CDS–PP; Vermelho – PCP–PEV.

## Cabeças de lista por círculo eleitoral

### Partidos com representação parlamentar
| Círculo eleitoral | PS                      | PPD/PSD                      | PCP–PEV                | CDS–PP                   | B.E.                |
| Círculo eleitoral |                         |                              |                        |                          |                     |
| ----------------- | ----------------------- | ---------------------------- | ---------------------- | ------------------------ | ------------------- |
| Aveiro            | João Cravinho           | Luís Marques Mendes          | Joaquim Almeida        | Paulo Portas             |                     |
| Beja              | Rui Cunha               |                              | António Rodeia Machado |                          | Alberto Matos       |
| Braga             | Elisa Ferreira          | José Alberto Tavares Moreira | Agostinho Lopes        | Nuno Melo                |                     |
| Bragança          | Armando Vara            | Luís Machado Rodrigues       | António Brinquete      |                          |                     |
| Castelo Branco    | José Sócrates           | Maria Elisa Domingues        | Jorge Fael             |                          |                     |
| Coimbra           | António Almeida Santos  | Manuel Dias Loureiro         | Mário Nogueira         |                          |                     |
| Évora             | Luís Capoulas Santos    | Luís Capoulas                | Lino de Carvalho       |                          |                     |
| Faro              | José Apolinário         | Fernando Negrão              | João Goulão            |                          |                     |
| Guarda            | Joaquim Pina Moura      | Ana Manso                    | João Abreu             |                          |                     |
| Leiria            | António Costa           | Joaquim Ferreira do Amaral   | José Augusto Esteves   | Celeste Cardona          |                     |
| Lisboa            | Eduardo Ferro Rodrigues | José Durão Barroso           | Carlos Carvalhas       | Telmo Correia            | Francisco Louçã     |
| Portalegre        | Júlio Miranda Calha     | Leonor Beleza                | Fernando Silva         |                          |                     |
| Porto             | Alberto Martins         | José Pacheco Pereira         | Honório Novo           | Basílio Horta            | João Teixeira Lopes |
| Santarém          | Jorge Lacão             | Nuno Morais Sarmento         | Luísa Mesquita         | Luís Duque               |                     |
| Setúbal           | Paulo Pedroso           | Miguel Frasquilho            | Jerónimo de Sousa      | Narana Coissoró          | Fernando Rosas      |
| Viana do Castelo  | António Marques Júnior  | José Eduardo Martins         | Branca Carvalho        |                          |                     |
| Vila Real         | Ascenso Simões          | Assunção Esteves             | Armando Carvalho       |                          |                     |
| Viseu             | José Junqueiro          | José Luís Arnaut             | José Figueiredo        | Miguel Anacoreta Correia |                     |
| Açores            | José Medeiros Ferreira  | Victor Couto Cruz            | José Decq Mota         |                          |                     |
| Madeira           | Maximiano Martins       | Alberto João Jardim          | Leonel Nunes           |                          |                     |
| Europa            | Carlos Luís             | Carlos Gonçalves             | Jaime Alves            |                          |                     |
| Fora da Europa    | Ofélia Guerreiro        | Maria Manuela Aguiar         | Ana Maria Cerqueira    |                          |                     |
| Fontes            | [ 7 ] [ 8 ]             | [ 7 ]                        | [ 7 ] [ 9 ]            | [ 7 ]                    | [ 7 ]               |

## Debates
| Debates     | Debates            | Debates                                 | Debates                                 | Debates                                 | Debates                                 | Debates                                 | Debates                                 | Debates                                 | Debates |   |   |   |           |        |
| Data        | Estação televisiva | Moderador(es)                           | Nome Presente A Ausente N Não Convidado | Nome Presente A Ausente N Não Convidado | Nome Presente A Ausente N Não Convidado | Nome Presente A Ausente N Não Convidado | Nome Presente A Ausente N Não Convidado | Nome Presente A Ausente N Não Convidado | Refs    |   |   |   |           |        |
| Data        | Estação televisiva | Moderador(es)                           | PS                                      | PPD/PSD                                 | PCP–PEV                                 | CDS–PP                                  | B.E.                                    | Audiências                              | Refs    |   |   |   |           |        |
| ----------- | ------------------ | --------------------------------------- | --------------------------------------- | --------------------------------------- | --------------------------------------- | --------------------------------------- | --------------------------------------- | --------------------------------------- | ------- | - | - | - | --------- | ------ |
| Data        | Estação televisiva | Moderador(es)                           | 26 de fevereiro                         | SIC                                     | -                                       | Ferro Rodrigues                         | Barroso                                 | Audiências                              | Refs    | N | N | N | 1 200 000 | [ 10 ] |
| 12 de março | RTP1               | Judite de Sousa e José Alberto Carvalho | Ferro Rodrigues                         | Barroso                                 | Carvalhas                               | Portas                                  | Louçã                                   | 929 000                                 | [ 13 ]  |   |   |   |           |        |

## Resultados nacionais
| Partido                                                                     | Partido                                         | Votos     | %               | +/-    | Deputados | +/-     |
| --------------------------------------------------------------------------- | ----------------------------------------------- | --------- | --------------- | ------ | --------- | ------- |
|                                                                             | Partido Social Democrata                        | 2 200 765 | 40,21 / 100,00  | 7,89   | 105 / 230 | 24      |
|                                                                             | Partido Socialista                              | 2 068 584 | 37,79 / 100,00  | 6,27   | 96 / 230  | 19      |
|                                                                             | Partido Popular                                 | 477 350   | 8,72 / 100,00   | 0,38   | 14 / 230  | 1       |
|                                                                             | CDU – Coligação Democrática Unitária (a)        | 379 870   | 6,94 / 100,00   | 2,05   | 12 / 230  | 5       |
|                                                                             | Bloco de Esquerda (b)                           | 153 877   | 2,81 / 100,00   | 0,37   | 3 / 230   | 1       |
|                                                                             | Partido Comunista dos Trabalhadores Portugueses | 36 193    | 0,66 / 100,00   | 0,08   | 0 / 230   | Estável |
|                                                                             | Movimento O Partido da Terra                    | 15 540    | 0,28 / 100,00   | 0,09   | 0 / 230   | Estável |
|                                                                             | Partido Popular Monárquico                      | 12 398    | 0,21 / 100,00   | 0,08   | 0 / 230   | Estável |
|                                                                             | Partido Humanista                               | 11 472    | 0,21 / 100,00   | 0,07   | 0 / 230   | Estável |
|                                                                             | Partido Nacional Renovador                      | 4 712     | 0,09 / 100,00   | Novo   | 0 / 230   | Novo    |
|                                                                             | Partido Operário de Unidade Socialista          | 4 316     | 0,07 / 100,00   | 0,01   | 0 / 230   | Estável |
| Votos inválidos                                                             | Votos inválidos                                 | 107 774   | 1,97 / 100,00   | 0,03   |           |         |
| Total                                                                       | Total                                           | 5 473 655 | 100,00 / 100,00 |        | 230 / 230 |         |
| Eleitorado/Participação                                                     | Eleitorado/Participação                         | 8 902 713 | 61,48 / 100,00  | 0,39   |           |         |
| Fonte                                                                       | Fonte                                           | [ 14 ]    | [ 14 ]          | [ 14 ] | [ 14 ]    | [ 14 ]  |
| (a) Coligação entre PCP (10 deputados) e PEV (2 deputados).                 |                                                 |           |                 |        |           |         |
| (b) B.E. concorreu com a UDP na Coligação Bloco de Esquerda–UDP na Madeira. |                                                 |           |                 |        |           |         |

## Resultados por círculo eleitoral
|                   | %       | D       | %    | D  | %      | D      | %       | D       | %    | D    |                 |           |
| ----------------- | ------- | ------- | ---- | -- | ------ | ------ | ------- | ------- | ---- | ---- | --------------- | --------- |
| Círculo eleitoral | PPD/PSD | PPD/PSD | PS   | PS | CDS–PP | CDS–PP | PCP–PEV | PCP–PEV | B.E. | B.E. | Total deputados | Votantes  |
| Açores            | 45,4    | 3       | 41,0 | 2  | 8,4    | -      | 1,4     | -       | 1,4  | -    | 5               | 89 808    |
| Aveiro            | 46,4    | 8       | 33,5 | 5  | 12,9   | 2      | 2,6     | -       | 1,8  | -    | 15              | 366 503   |
| Beja              | 21,2    | -       | 43,5 | 2  | 3,7    | -      | 24,2    | 1       | 1,9  | -    | 3               | 82 248    |
| Braga             | 44,4    | 9       | 37,4 | 8  | 9,3    | 1      | 4,4     | -       | 1,7  | -    | 18              | 453 297   |
| Bragança          | 53,2    | 3       | 30,0 | 1  | 10,9   | -      | 1,9     | -       | 0,9  | -    | 4               | 84 648    |
| Castelo Branco    | 38,3    | 2       | 46,1 | 3  | 7,1    | -      | 3,3     | -       | 1,5  | -    | 5               | 119 672   |
| Coimbra           | 41,0    | 5       | 41,3 | 5  | 6,7    | -      | 5,1     | -       | 2,4  | -    | 10              | 234 308   |
| Évora             | 25,3    | 1       | 42,8 | 1  | 4,6    | -      | 21,8    | 1       | 1,8  | -    | 3               | 91 020    |
| Faro              | 37,7    | 4       | 40,5 | 4  | 8,3    | -      | 6,3     | -       | 2,8  | -    | 8               | 186 414   |
| Guarda            | 48,5    | 2       | 34,7 | 2  | 9,6    | -      | 2,2     | -       | 1,2  | -    | 4               | 100 909   |
| Leiria            | 50,8    | 6       | 29,5 | 3  | 9,8    | 1      | 4,1     | -       | 2,2  | -    | 10              | 238 669   |
| Lisboa            | 35,7    | 18      | 38,7 | 20 | 8,5    | 4      | 8,8     | 4       | 4,7  | 2    | 48              | 1 140 102 |
| Madeira           | 53,5    | 4       | 25,8 | 1  | 12,1   | -      | 2,5     | -       | 3,1  | -    | 5               | 125 468   |
| Portalegre        | 30,6    | 1       | 45,2 | 2  | 6,5    | -      | 12,4    | -       | 1,6  | -    | 3               | 68 433    |
| Porto             | 40,0    | 16      | 41,2 | 17 | 8,4    | 3      | 4,6     | 1       | 2,7  | 1    | 38              | 938 070   |
| Santarém          | 38,1    | 4       | 38,4 | 4  | 8,4    | 1      | 8,6     | 1       | 2,9  | -    | 10              | 242 793   |
| Setúbal           | 24,7    | 5       | 39,3 | 7  | 6,9    | 1      | 20,5    | 4       | 4,6  | -    | 17              | 394 183   |
| Viana do Castelo  | 45,5    | 3       | 35,3 | 3  | 10,3   | -      | 3,5     | -       | 1,8  | -    | 6               | 139 268   |
| Vila Real         | 54,1    | 3       | 31,9 | 2  | 8,1    | -      | 2,0     | -       | 0,9  | -    | 5               | 126 730   |
| Viseu             | 52,1    | 5       | 31,1 | 3  | 10,6   | 1      | 1,5     | -       | 1,4  | -    | 9               | 211 401   |
| Europa            | 36,9    | 1       | 42,1 | 1  | 5,0    | -      | 4,8     | -       | 1,1  | -    | 2               | 23 829    |
| Fora da Europa    | 66,3    | 2       | 21,5 | -  | 3,4    | -      | 0,9     | -       | 0,4  | -    | 2               | 15 882    |
| Portugal          | 40,2    | 105     | 37,8 | 96 | 8,7    | 14     | 6,9     | 12      | 2,8  | 3    | 230             | 5 473 655 |

## Tabela de resultados

### Açores
| Partidos                | Partidos                             | Votos   | %             | +/-     | Deputados | +/-     |
| ----------------------- | ------------------------------------ | ------- | ------------- | ------- | --------- | ------- |
|                         | Partido Social Democrata             | 40 740  | 45,4 / 100,0  | 9,6     | 3 / 5     | 1       |
|                         | Partido Socialista                   | 36 792  | 41,0 / 100,0  | 12,3    | 2 / 5     | 1       |
|                         | Partido Popular                      | 7 521   | 8,4 / 100,0   | 2,8     | 0 / 5     | Estável |
|                         | Bloco de Esquerda                    | 1 269   | 1,4 / 100,0   | 0,3     | 0 / 5     | Estável |
|                         | CDU – Coligação Democrática Unitária | 1 257   | 1,4 / 100,0   | 0,3     | 0 / 5     | Estável |
|                         | Outros                               | 816     | 0,9 / 100,0   |         | 0 / 5     |         |
| Votos inválidos         | Votos inválidos                      | 1 413   | 1,6 / 100,0   | Estável |           |         |
| Total                   | Total                                | 89 808  | 100,0 / 100,0 |         | 5 / 5     |         |
| Eleitorado/Participação | Eleitorado/Participação              | 186 832 | 48,1 / 100,0  | 2,1     |           |         |

### Aveiro
| Partidos                | Partidos                             | Votos   | %             | +/- | Deputados | +/-     |
| ----------------------- | ------------------------------------ | ------- | ------------- | --- | --------- | ------- |
|                         | Partido Social Democrata             | 169 926 | 46,4 / 100,0  | 8,1 | 8 / 15    | 2       |
|                         | Partido Socialista                   | 122 606 | 33,5 / 100,0  | 6,7 | 5 / 15    | 2       |
|                         | Partido Popular                      | 47 131  | 12,9 / 100,0  | 0,7 | 2 / 15    | Estável |
|                         | CDU – Coligação Democrática Unitária | 9 554   | 2,6 / 100,0   | 0,9 | 0 / 15    | Estável |
|                         | Bloco de Esquerda                    | 6 647   | 1,8 / 100,0   | 0,5 | 0 / 15    | Estável |
|                         | Outros                               | 3 984   | 1,1 / 100,0   |     | 0 / 15    |         |
| Votos inválidos         | Votos inválidos                      | 6 655   | 1,8 / 100,0   | 0,1 |           |         |
| Total                   | Total                                | 366 503 | 100,0 / 100,0 |     | 15 / 15   |         |
| Eleitorado/Participação | Eleitorado/Participação              | 594 408 | 61,7 / 100,0  | 1,7 |           |         |

### Beja
| Partidos                | Partidos                                        | Votos   | %             | +/-     | Deputados | +/-     |
| ----------------------- | ----------------------------------------------- | ------- | ------------- | ------- | --------- | ------- |
|                         | Partido Socialista                              | 35 814  | 43,5 / 100,0  | 3,2     | 2 / 3     | Estável |
|                         | CDU – Coligação Democrática Unitária            | 19 911  | 24,2 / 100,0  | 4,1     | 1 / 3     | Estável |
|                         | Partido Social Democrata                        | 17 449  | 21,2 / 100,0  | 6,7     | 0 / 3     | Estável |
|                         | Partido Popular                                 | 3 063   | 3,7 / 100,0   | 0,2     | 0 / 3     | Estável |
|                         | Partido Comunista dos Trabalhadores Portugueses | 1 937   | 2,4 / 100,0   | 0,4     | 0 / 3     | Estável |
|                         | Bloco de Esquerda                               | 1 554   | 1,9 / 100,0   | 0,3     | 0 / 3     | Estável |
|                         | Outros                                          | 856     | 1,0 / 100,0   |         | 0 / 3     |         |
| Votos inválidos         | Votos inválidos                                 | 1 664   | 2,0 / 100,0   | Estável |           |         |
| Total                   | Total                                           | 82 248  | 100,0 / 100,0 |         | 3 / 3     |         |
| Eleitorado/Participação | Eleitorado/Participação                         | 141 634 | 58,1 / 100,0  | 0,4     |           |         |

### Braga
| Partidos                | Partidos                             | Votos   | %             | +/- | Deputados | +/-     |
| ----------------------- | ------------------------------------ | ------- | ------------- | --- | --------- | ------- |
|                         | Partido Social Democrata             | 201 443 | 44,4 / 100,0  | 7,7 | 9 / 18    | 2       |
|                         | Partido Socialista                   | 169 672 | 37,4 / 100,0  | 6,9 | 8 / 18    | Estável |
|                         | Partido Popular                      | 42 074  | 9,3 / 100,0   | 0,4 | 1 / 18    | Estável |
|                         | CDU – Coligação Democrática Unitária | 19 808  | 4,4 / 100,0   | 1,0 | 0 / 18    | 1       |
|                         | Bloco de Esquerda                    | 7 654   | 1,7 / 100,0   | 0,5 | 0 / 18    | Estável |
|                         | Outros                               | 6 110   | 1,4 / 100,0   |     | 0 / 18    |         |
| Votos inválidos         | Votos inválidos                      | 6 536   | 1,4 / 100,0   | 0,1 |           |         |
| Total                   | Total                                | 453 297 | 100,0 / 100,0 |     | 18 / 18   | 1       |
| Eleitorado/Participação | Eleitorado/Participação              | 673 510 | 67,3 / 100,0  | 0,2 |           |         |

### Bragança
| Partidos                | Partidos                             | Votos   | %             | +/- | Deputados | +/-     |
| ----------------------- | ------------------------------------ | ------- | ------------- | --- | --------- | ------- |
|                         | Partido Social Democrata             | 45 070  | 53,2 / 100,0  | 8,1 | 3 / 4     | 1       |
|                         | Partido Socialista                   | 25 357  | 30,0 / 100,0  | 9,7 | 1 / 4     | 1       |
|                         | Partido Popular                      | 9 213   | 10,9 / 100,0  | 2,2 | 0 / 4     | Estável |
|                         | CDU – Coligação Democrática Unitária | 1 564   | 1,9 / 100,0   | 0,7 | 0 / 4     | Estável |
|                         | Outros                               | 1 781   | 2,1 / 100,0   |     | 0 / 4     |         |
| Votos inválidos         | Votos inválidos                      | 1 663   | 2,0 / 100,0   | 0,3 |           |         |
| Total                   | Total                                | 84 648  | 100,0 / 100,0 |     | 4 / 4     |         |
| Eleitorado/Participação | Eleitorado/Participação              | 151 057 | 56,0 / 100,0  | 1,5 |           |         |

### Castelo Branco
| Partidos                | Partidos                             | Votos   | %             | +/- | Deputados | +/-     |
| ----------------------- | ------------------------------------ | ------- | ------------- | --- | --------- | ------- |
|                         | Partido Socialista                   | 55 140  | 46,1 / 100,0  | 5,5 | 3 / 5     | Estável |
|                         | Partido Social Democrata             | 45 771  | 38,3 / 100,0  | 6,3 | 2 / 5     | Estável |
|                         | Partido Popular                      | 8 491   | 7,1 / 100,0   | 0,8 | 0 / 5     | Estável |
|                         | CDU – Coligação Democrática Unitária | 3 915   | 3,3 / 100,0   | 2,0 | 0 / 5     | Estável |
|                         | Bloco de Esquerda                    | 1 798   | 1,5 / 100,0   | 0,3 | 0 / 5     | Estável |
|                         | Outros                               | 2 242   | 1,9 / 100,0   |     | 0 / 5     |         |
| Votos inválidos         | Votos inválidos                      | 2 315   | 1,9 / 100,0   | 0,2 |           |         |
| Total                   | Total                                | 119 672 | 100,0 / 100,0 |     | 5 / 5     |         |
| Eleitorado/Participação | Eleitorado/Participação              | 191 027 | 62,7 / 100,0  | 1,2 |           |         |

### Coimbra
| Partidos                | Partidos                             | Votos   | %             | +/-     | Deputados | +/-     |
| ----------------------- | ------------------------------------ | ------- | ------------- | ------- | --------- | ------- |
|                         | Partido Socialista                   | 96 806  | 41,3 / 100,0  | 5,9     | 5 / 10    | 1       |
|                         | Partido Social Democrata             | 95 944  | 41,0 / 100,0  | 5,8     | 5 / 10    | 1       |
|                         | Partido Popular                      | 15 629  | 6,7 / 100,0   | 0,7     | 0 / 10    | Estável |
|                         | CDU – Coligação Democrática Unitária | 11 840  | 5,1 / 100,0   | 1,0     | 0 / 10    | Estável |
|                         | Bloco de Esquerda                    | 5 664   | 2,4 / 100,0   | 0,4     | 0 / 10    | Estável |
|                         | Outros                               | 3 473   | 1,5 / 100,0   |         | 0 / 10    |         |
| Votos inválidos         | Votos inválidos                      | 4 952   | 2,1 / 100,0   | Estável |           |         |
| Total                   | Total                                | 234 308 | 100,0 / 100,0 |         | 10 / 10   |         |
| Eleitorado/Participação | Eleitorado/Participação              | 379 453 | 61,8 / 100,0  | 0,4     |           |         |

### Évora
| Partidos                | Partidos                                        | Votos   | %             | +/- | Deputados | +/-     |
| ----------------------- | ----------------------------------------------- | ------- | ------------- | --- | --------- | ------- |
|                         | Partido Socialista                              | 38 907  | 42,8 / 100,0  | 2,9 | 1 / 3     | 1       |
|                         | Partido Social Democrata                        | 23 032  | 25,3 / 100,0  | 6,6 | 1 / 3     | Estável |
|                         | CDU – Coligação Democrática Unitária            | 19 824  | 21,8 / 100,0  | 2,8 | 1 / 3     | Estável |
|                         | Partido Popular                                 | 4 171   | 4,6 / 100,0   | 0,5 | 0 / 3     | Estável |
|                         | Bloco de Esquerda                               | 1 611   | 1,8 / 100,0   | 0,3 | 0 / 3     | Estável |
|                         | Partido Comunista dos Trabalhadores Portugueses | 1 200   | 1,3 / 100,0   | 0,4 | 0 / 3     | Estável |
|                         | Outros                                          | 758     | 0,8 / 100,0   |     | 0 / 3     |         |
| Votos inválidos         | Votos inválidos                                 | 1 517   | 1,7 / 100,0   | 0,1 |           |         |
| Total                   | Total                                           | 91 020  | 100,0 / 100,0 |     | 3 / 3     | 1       |
| Eleitorado/Participação | Eleitorado/Participação                         | 147 058 | 61,9 / 100,0  | 0,6 |           |         |

### Faro
| Partidos                | Partidos                                        | Votos   | %             | +/- | Deputados | +/-     |
| ----------------------- | ----------------------------------------------- | ------- | ------------- | --- | --------- | ------- |
|                         | Partido Socialista                              | 75 468  | 40,5 / 100,0  | 7,9 | 4 / 8     | 1       |
|                         | Partido Social Democrata                        | 70 236  | 37,7 / 100,0  | 8,2 | 4 / 8     | 1       |
|                         | Partido Popular                                 | 15 539  | 8,3 / 100,0   | 1,0 | 0 / 8     | Estável |
|                         | CDU – Coligação Democrática Unitária            | 11 696  | 6,3 / 100,0   | 2,0 | 0 / 8     | Estável |
|                         | Bloco de Esquerda                               | 5 168   | 2,8 / 100,0   | 0,5 | 0 / 8     | Estável |
|                         | Partido Comunista dos Trabalhadores Portugueses | 1 846   | 1,0 / 100,0   | 0,1 | 0 / 8     | Estável |
|                         | Outros                                          | 1 856   | 1,0 / 100,0   |     | 0 / 8     |         |
| Votos inválidos         | Votos inválidos                                 | 4 605   | 2,5 / 100,0   | 0,1 |           |         |
| Total                   | Total                                           | 186 414 | 100,0 / 100,0 |     | 8 / 8     |         |
| Eleitorado/Participação | Eleitorado/Participação                         | 318 058 | 58,6 / 100,0  | 1,2 |           |         |

### Guarda
| Partidos                | Partidos                             | Votos     | %             | +/- | Deputados | +/-     |
| ----------------------- | ------------------------------------ | --------- | ------------- | --- | --------- | ------- |
|                         | Partido Social Democrata             | 48 972    | 48,5 / 100,0  | 9,3 | 2 / 4     | Estável |
|                         | Partido Socialista                   | 34 991    | 34,7 / 100,0  | 8,7 | 2 / 4     | Estável |
|                         | Partido Popular                      | 9 657     | 9,6 / 100,0   | 0,2 | 0 / 4     | Estável |
|                         | CDU – Coligação Democrática Unitária | 2 234     | 2,2 / 100,0   | 1,0 | 0 / 4     | Estável |
|                         | Bloco de Esquerda                    | 1 231     | 1,2 / 100,0   | 0,1 | 0 / 4     | Estável |
|                         | Outros                               | 1 690     | 1,7 / 100,0   |     | 0 / 4     |         |
| Votos inválidos         | Votos inválidos                      | 2 134     | 2,1 / 100,0   | 0,3 |           |         |
| Total                   | Total                                | 100.0 909 | 100,0 / 100,0 |     | 4 / 4     |         |
| Eleitorado/Participação | Eleitorado/Participação              | 165 405   | 61,0 / 100,0  | 1,5 |           |         |

### Leiria
| Partidos                | Partidos                             | Votos   | %             | +/- | Deputados | +/-     |
| ----------------------- | ------------------------------------ | ------- | ------------- | --- | --------- | ------- |
|                         | Partido Social Democrata             | 121 140 | 50,8 / 100,0  | 8,2 | 6 / 10    | 1       |
|                         | Partido Socialista                   | 70 339  | 29,5 / 100,0  | 7,3 | 3 / 10    | 1       |
|                         | Partido Popular                      | 23 460  | 9,8 / 100,0   | 0,1 | 1 / 10    | Estável |
|                         | CDU – Coligação Democrática Unitária | 9 801   | 4,1 / 100,0   | 1,2 | 0 / 10    | Estável |
|                         | Bloco de Esquerda                    | 5 289   | 2,2 / 100,0   | 0,5 | 0 / 10    | Estável |
|                         | Outros                               | 3 248   | 1,4 / 100,0   |     | 0 / 10    |         |
| Votos inválidos         | Votos inválidos                      | 5 362   | 2,3 / 100,0   | 0,1 |           |         |
| Total                   | Total                                | 238 669 | 100,0 / 100,0 |     | 10 / 10   |         |
| Eleitorado/Participação | Eleitorado/Participação              | 379 949 | 62,8 / 100,0  | 1,0 |           |         |

### Lisboa
| Partidos                | Partidos                             | Votos     | %             | +/-     | Deputados | +/-     |
| ----------------------- | ------------------------------------ | --------- | ------------- | ------- | --------- | ------- |
|                         | Partido Socialista                   | 440 790   | 38,7 / 100,0  | 4,0     | 20 / 48   | 3       |
|                         | Partido Social Democrata             | 406 499   | 35,7 / 100,0  | 8,4     | 18 / 48   | 4       |
|                         | CDU – Coligação Democrática Unitária | 100 208   | 8,8 / 100,0   | 3,5     | 4 / 48    | 2       |
|                         | Partido Popular                      | 96 543    | 8,5 / 100,0   | Estável | 4 / 48    | Estável |
|                         | Bloco de Esquerda                    | 53 092    | 4,7 / 100,0   | 0,2     | 2 / 48    | Estável |
|                         | Outros                               | 20 825    | 1,8 / 100,0   |         | 0 / 48    |         |
| Votos inválidos         | Votos inválidos                      | 22 145    | 1,9 / 100,0   | 0,2     |           |         |
| Total                   | Total                                | 1 140 102 | 100,0 / 100,0 |         | 48 / 48   | 1       |
| Eleitorado/Participação | Eleitorado/Participação              | 1 803 214 | 63,2 / 100,0  | 0,7     |           |         |

### Madeira
| Partidos                | Partidos                             | Votos   | %             | +/- | Deputados | +/-     |
| ----------------------- | ------------------------------------ | ------- | ------------- | --- | --------- | ------- |
|                         | Partido Social Democrata             | 67 094  | 53,5 / 100,0  | 7,3 | 4 / 5     | 1       |
|                         | Partido Socialista                   | 32 335  | 25,8 / 100,0  | 9,3 | 1 / 5     | 1       |
|                         | Partido Popular                      | 15 185  | 12,1 / 100,0  | 1,2 | 0 / 5     | Estável |
|                         | Coligação Bloco de Esquerda–UDP      | 3 911   | 3,1 / 100,0   | 1,9 | 0 / 5     | Estável |
|                         | CDU – Coligação Democrática Unitária | 3 128   | 2,5 / 100,0   | 0,3 | 0 / 5     | Estável |
|                         | Outros                               | 870     | 0,7 / 100,0   |     | 0 / 5     |         |
| Votos inválidos         | Votos inválidos                      | 2 945   | 2,4 / 100,0   | 0,1 |           |         |
| Total                   | Total                                | 125 468 | 100,0 / 100,0 |     | 5 / 5     |         |
| Eleitorado/Participação | Eleitorado/Participação              | 212 335 | 59,1 / 100,0  | 1,0 |           |         |

### Portalegre
| Partidos                | Partidos                                        | Votos   | %             | +/- | Deputados | +/-     |
| ----------------------- | ----------------------------------------------- | ------- | ------------- | --- | --------- | ------- |
|                         | Partido Socialista                              | 31 004  | 45,3 / 100,0  | 5,9 | 2 / 3     | Estável |
|                         | Partido Social Democrata                        | 20 955  | 30,6 / 100,0  | 8,1 | 1 / 3     | Estável |
|                         | CDU – Coligação Democrática Unitária            | 8 492   | 12,4 / 100,0  | 2,6 | 0 / 3     | Estável |
|                         | Partido Popular                                 | 4 419   | 6,5 / 100,0   | 0,6 | 0 / 3     | Estável |
|                         | Bloco de Esquerda                               | 1 072   | 1,6 / 100,0   | 0,4 | 0 / 3     | Estável |
|                         | Partido Comunista dos Trabalhadores Portugueses | 764     | 1,1 / 100,0   | 0,2 | 0 / 3     | Estável |
|                         | Outros                                          | 505     | 0,7 / 100,0   |     | 0 / 3     |         |
| Votos inválidos         | Votos inválidos                                 | 1 222   | 1,8 / 100,0   | 0,2 |           |         |
| Total                   | Total                                           | 68 433  | 100,0 / 100,0 |     | 3 / 3     |         |
| Eleitorado/Participação | Eleitorado/Participação                         | 110 624 | 61,9 / 100,0  | 1,8 |           |         |

### Porto
| Partidos                | Partidos                             | Votos     | %             | +/- | Deputados | +/-     |
| ----------------------- | ------------------------------------ | --------- | ------------- | --- | --------- | ------- |
|                         | Partido Socialista                   | 386 004   | 41,2 / 100,0  | 6,8 | 17 / 38   | 2       |
|                         | Partido Social Democrata             | 375 204   | 40,0 / 100,0  | 7,3 | 16 / 38   | 3       |
|                         | Partido Popular                      | 79 034    | 8,4 / 100,0   | 0,9 | 3 / 38    | Estável |
|                         | CDU – Coligação Democrática Unitária | 43 272    | 4,6 / 100,0   | 1,6 | 1 / 38    | 1       |
|                         | Bloco de Esquerda                    | 25 195    | 2,7 / 100,0   | 0,4 | 1 / 38    | 1       |
|                         | Outros                               | 11 417    | 1,2 / 100,0   |     | 0 / 38    |         |
| Votos inválidos         | Votos inválidos                      | 17 944    | 1,9 / 100,0   | 0,2 |           |         |
| Total                   | Total                                | 938 070   | 100,0 / 100,0 |     | 38 / 38   | 1       |
| Eleitorado/Participação | Eleitorado/Participação              | 1 432 394 | 65,5 / 100,0  | 0,9 |           |         |

### Santarém
| Partidos                | Partidos                             | Votos   | %             | +/- | Deputados | +/-     |
| ----------------------- | ------------------------------------ | ------- | ------------- | --- | --------- | ------- |
|                         | Partido Socialista                   | 93 164  | 38,4 / 100,0  | 7,1 | 4 / 10    | 1       |
|                         | Partido Social Democrata             | 92 562  | 38,1 / 100,0  | 7,9 | 4 / 10    | 1       |
|                         | CDU – Coligação Democrática Unitária | 20 748  | 8,6 / 100,0   | 1,5 | 1 / 10    | Estável |
|                         | Partido Popular                      | 20 410  | 8,4 / 100,0   | 0,3 | 1 / 10    | Estável |
|                         | Bloco de Esquerda                    | 6 760   | 2,8 / 100,0   | 0,8 | 0 / 10    | Estável |
|                         | Outros                               | 4 053   | 1,7 / 100,0   |     | 0 / 10    |         |
| Votos inválidos         | Votos inválidos                      | 5 096   | 2,1 / 100,0   | 0,2 |           |         |
| Total                   | Total                                | 242 793 | 100,0 / 100,0 |     | 10 / 10   |         |
| Eleitorado/Participação | Eleitorado/Participação              | 388 875 | 62,4 / 100,0  | 0,1 |           |         |

### Setúbal
| Partidos                | Partidos                                        | Votos   | %             | +/-     | Deputados | +/-     |
| ----------------------- | ----------------------------------------------- | ------- | ------------- | ------- | --------- | ------- |
|                         | Partido Socialista                              | 154 794 | 39,3 / 100,0  | 4,4     | 7 / 17    | 1       |
|                         | Partido Social Democrata                        | 97 465  | 24,7 / 100,0  | 6,7     | 5 / 17    | 2       |
|                         | CDU – Coligação Democrática Unitária            | 80 759  | 20,5 / 100,0  | 4,3     | 4 / 17    | 1       |
|                         | Partido Popular                                 | 27 216  | 6,9 / 100,0   | 1,3     | 1 / 17    | Estável |
|                         | Bloco de Esquerda                               | 18 213  | 4,6 / 100,0   | 1,1     | 0 / 17    | Estável |
|                         | Partido Comunista dos Trabalhadores Portugueses | 4 324   | 1,1 / 100,0   | Estável | 0 / 17    | Estável |
|                         | Outros                                          | 3 659   | 0,9 / 100,0   |         | 0 / 17    |         |
| Votos inválidos         | Votos inválidos                                 | 7 764   | 2,0 / 100,0   | 0,1     |           |         |
| Total                   | Total                                           | 394 183 | 100,0 / 100,0 |         | 17 / 17   |         |
| Eleitorado/Participação | Eleitorado/Participação                         | 656 079 | 60,1 / 100,0  | 0,6     |           |         |

### Viana do Castelo
| Partidos                | Partidos                             | Votos   | %             | +/- | Deputados | +/-     |
| ----------------------- | ------------------------------------ | ------- | ------------- | --- | --------- | ------- |
|                         | Partido Social Democrata             | 63 386  | 45,5 / 100,0  | 9,7 | 3 / 6     | 1       |
|                         | Partido Socialista                   | 49 122  | 35,3 / 100,0  | 4,9 | 3 / 6     | Estável |
|                         | Partido Popular                      | 14 283  | 10,3 / 100,0  | 3,7 | 0 / 6     | 1       |
|                         | CDU – Coligação Democrática Unitária | 4 844   | 3,5 / 100,0   | 1,5 | 0 / 6     | Estável |
|                         | Bloco de Esquerda                    | 2 485   | 1,8 / 100,0   | 0,6 | 0 / 6     | Estável |
|                         | Outros                               | 2 433   | 1,8 / 100,0   |     | 0 / 6     |         |
| Votos inválidos         | Votos inválidos                      | 2 715   | 2,0 / 100,0   | 0,1 |           |         |
| Total                   | Total                                | 139 268 | 100,0 / 100,0 |     | 6 / 6     |         |
| Eleitorado/Participação | Eleitorado/Participação              | 229 402 | 60,7 / 100,0  | 0,2 |           |         |

### Vila Real
| Partidos                | Partidos                             | Votos   | %             | +/- | Deputados | +/-     |
| ----------------------- | ------------------------------------ | ------- | ------------- | --- | --------- | ------- |
|                         | Partido Social Democrata             | 68 518  | 54,1 / 100,0  | 8,6 | 3 / 5     | Estável |
|                         | Partido Socialista                   | 40 368  | 31,9 / 100,0  | 8,9 | 2 / 5     | Estável |
|                         | Partido Popular                      | 10 225  | 8,1 / 100,0   | 1,3 | 0 / 5     | Estável |
|                         | CDU – Coligação Democrática Unitária | 2 516   | 2,0 / 100,0   | 0,4 | 0 / 5     | Estável |
|                         | Outros                               | 2 607   | 2,1 / 100,0   |     | 0 / 5     |         |
| Votos inválidos         | Votos inválidos                      | 2 496   | 2,0 / 100,0   | 0,1 |           |         |
| Total                   | Total                                | 126 730 | 100,0 / 100,0 |     | 5 / 5     |         |
| Eleitorado/Participação | Eleitorado/Participação              | 220 723 | 57,4 / 100,0  | 0,7 |           |         |

### Viseu
| Partidos                | Partidos                             | Votos   | %             | +/- | Deputados | +/-     |
| ----------------------- | ------------------------------------ | ------- | ------------- | --- | --------- | ------- |
|                         | Partido Social Democrata             | 110 035 | 52,1 / 100,0  | 7,8 | 5 / 9     | 1       |
|                         | Partido Socialista                   | 65 673  | 31,1 / 100,0  | 7,0 | 3 / 9     | 1       |
|                         | Partido Popular                      | 22 374  | 10,6 / 100,0  | 0,1 | 1 / 9     | Estável |
|                         | CDU – Coligação Democrática Unitária | 3 202   | 1,5 / 100,0   | 0,7 | 0 / 9     | Estável |
|                         | Bloco de Esquerda                    | 3 049   | 1,4 / 100,0   | 0,2 | 0 / 9     | Estável |
|                         | Outros                               | 2 470   | 1,2 / 100,0   |     | 0 / 9     |         |
| Votos inválidos         | Votos inválidos                      | 3 813   | 1,8 / 100,0   | 0,3 |           |         |
| Total                   | Total                                | 211 401 | 100,0 / 100,0 |     | 9 / 9     |         |
| Eleitorado/Participação | Eleitorado/Participação              | 358 064 | 59,0 / 100,0  | 1,3 |           |         |

### Europa
| Partidos                | Partidos                             | Votos  | %             | +/-  | Deputados | +/-     |
| ----------------------- | ------------------------------------ | ------ | ------------- | ---- | --------- | ------- |
|                         | Partido Socialista                   | 10 021 | 42,1 / 100,0  | 13,3 | 1 / 2     | 1       |
|                         | Partido Social Democrata             | 8 801  | 36,9 / 100,0  | 12,2 | 1 / 2     | 1       |
|                         | Partido Popular                      | 1 179  | 5,0 / 100,0   | 1,8  | 0 / 2     | Estável |
|                         | CDU – Coligação Democrática Unitária | 1 148  | 4,8 / 100,0   | 0,5  | 0 / 2     | Estável |
|                         | Movimento O Partido da Terra         | 302    | 1,3 / 100,0   | 0,2  | 0 / 2     | Estável |
|                         | Bloco de Esquerda                    | 250    | 1,1 / 100,0   | 0,5  | 0 / 2     | Estável |
|                         | Outros                               | 317    | 1,3 / 100,0   |      | 0 / 2     |         |
| Votos inválidos         | Votos inválidos                      | 2 011  | 8,4 / 100,0   | 0,1  |           |         |
| Total                   | Total                                | 23 829 | 100,0 / 100,0 |      | 2 / 2     |         |
| Eleitorado/Participação | Eleitorado/Participação              | 85 538 | 27,9 / 100,0  | 1,4  |           |         |

### Fora da Europa
| Partidos                | Partidos                 | Votos  | %             | +/-  | Deputados | +/-     |
| ----------------------- | ------------------------ | ------ | ------------- | ---- | --------- | ------- |
|                         | Partido Social Democrata | 10 523 | 66,3 / 100,0  | 16,8 | 2 / 2     | 1       |
|                         | Partido Socialista       | 3 417  | 21,5 / 100,0  | 17,3 | 0 / 2     | 1       |
|                         | Partido Popular          | 533    | 3,4 / 100,0   | 0,1  | 0 / 2     | Estável |
|                         | Outros                   | 402    | 2,5 / 100,0   |      | 0 / 2     |         |
| Votos inválidos         | Votos inválidos          | 1 007  | 6,3 / 100,0   | 2,5  |           |         |
| Total                   | Total                    | 15 882 | 100,0 / 100,0 |      | 2 / 2     |         |
| Eleitorado/Participação | Eleitorado/Participação  | 77 074 | 20,6 / 100,0  | 0,8  |           |         |

| Eleições legislativas portuguesas de 2002 Distritos: Aveiro \| Beja \| Braga \| Bragança \| Castelo Branco \| Coimbra \| Évora \| Faro \| Guarda \| Leiria \| Lisboa \| Portalegre \| Porto \| Santarém \| Setúbal \| Viana do Castelo \| Vila Real \| Viseu \| Açores \| Madeira \| Estrangeiro |